# گلدا مدن
گلدا مدن (انگلیسی: Golda Madden؛ ۱۷ ژوئیه ۱۸۸۶ – ۲۶ اکتبر ۱۹۶۰) بازیگر اهل ایالات متحده آمریکا بود.
از فیلم‌هایی که وی در آن نقش داشته‌است، می‌توان به بیا بریم، بزن به چاک، ما هرگز نمی‌خوابیم، زندگی پر جنب‌وجوش لوک تنها، یک عروسی بنزینی، آن طرف حصار و مظلوم و بی‌آزار اشاره کرد.